# Hall Ridge
Hall Ridge ist ein niedriger und verschneiter Gebirgskamm im Palmerland auf der Antarktischen Halbinsel. Er ragt 8 km südlich der Eland Mountains auf.
Der United States Geological Survey kartierte ihn 1974. Das Advisory Committee on Antarctic Names benannte ihn 1976 nach Phillip L. Hall von der United States Army, assistierender Ingenieur im Kommandostab der Unterstützungseinheiten der United States Navy in Antarktika während der Operation Deep Freeze der Jahre 1969 und 1970.